# Chromatoiulus sapphicus
Chromatoiulus sapphicus är en mångfotingart som beskrevs av Pius Strasser 1976. Chromatoiulus sapphicus ingår i släktet Chromatoiulus och familjen kejsardubbelfotingar. Inga underarter finns listade i Catalogue of Life.